# Gezonde Evenwichtige Nieuwe Open Eerlijke Groepering
Gezonde Evenwichtige Nieuwe Open Eerlijke Groepering (GENOEG) was een Vlaamse sociaal-liberale politieke partij.
De oprichters waren Tom Raes en René Brabants. 
De handtekeningen die nodig waren voor het oprichten van een kieslijst werden geleverd door de LDD en indien de partij de kiesdrempel zou halen dan sloten ze een samenwerking met LDD niet uit. Tijdens de Vlaamse verkiezingen van 2014 behaalde de partij 0,25% van de stemmen, ver onder de kiesdrempel.
De kernthema's van de partij waren onder andere "het profitariaat in het sociaal beleid, het aanslepen van de crisis, te lange wachtlijsten en te licht gestrafte criminaliteit"  